# Clypeocaenis umgeni
Clypeocaenis umgeni is een haft uit de familie Caenidae. De wetenschappelijke naam van de soort is voor het eerst geldig gepubliceerd in 1995 door Provonsha & McCafferty.
De soort komt voor in het Afrotropisch gebied.